# Fartjas
Fartjas är en sjö i Jokkmokks kommun i Lappland och ingår i Luleälvens huvudavrinningsområde.